# This Is It (迈克尔·杰克逊单曲)
“This Is It”是已故流行音乐歌手迈克尔·杰克逊的一首遗作单曲，出自同名专辑This Is It，也是该专辑中唯一的一首未面世的歌曲。 于2009年10月12日起全球发行。原版本时长3分37秒。
有报道称这首单曲最早是由杰克逊与保罗·安卡（Paul Anka）在1983年为保罗·安卡的专辑Walk a Fine Line中两人合唱部分而创作的。但它的歌词与名称与最早版本均不同。目前的名称“This Is It”是以杰克逊既定于2009年7月在伦敦举办但因其去世而宣告取消的《This Is It》个人演唱会的名字命名。